# Barb Wire
Pour plus de détails, voir Fiche technique et Distribution.
Barb Wire est un film américain d'action et de science-fiction réalisé par David Hogan, sorti en 1996. Le scénario est adapté la série de comics du même nom de Chris Warner parue chez Dark Horse Comics.
Ce film est considéré comme culte.

## Synopsis
Le film se situe dans un futur proche, en 2017, dans lequel le Congrès américain a pris un pouvoir absolu et instauré une dictature réprimant durement les « anti-citoyens ». Barb Wire, patronne d'un bar situé à Steel Harbor, dernier territoire libre des États-Unis, est une mercenaire qui vend ses services aux plus offrants. Elle a combattu dans les rangs de la « résistance » lors de la Seconde guerre civile, puis a abandonné ses activités afin de mener une vie plus lucrative, avec son frère, aveugle depuis la guerre. Patronne d'un bar nocturne à Steel Harbor, elle gagne notamment sa vie comme chasseuse de primes.
Un de ses anciens compagnons d'armes, Alex, vient lui demander de l'aide pour protéger une biologiste recherchée par les « congressistes » (au pouvoir à Washington) et lui permettre de prendre la fuite vers le Canada...

## Fiche technique
Sauf indication contraire, les informations mentionnées dans cette section peuvent être confirmées par la base de données cinématographiques IMDb,  présente dans la section « Liens externes ».
- Titre : Barb Wire
- Réalisation : David Hogan
- Scénario : Chuck Pfarrer et Ilene Chaiken, d'après le comic de Chris Warner
- Musique : Michel Colombier
- Photographie : Rick Bota et Michael A. Jones
- Montage : Peter Schink
- Décors : Jean-Philippe Carp
- Costumes : Rosanna Norton
- Production : Todd Moyer, Mike Richardson, Brad Wyman et Peter Heller
- Sociétés de production : Dark Horse Entertainment, Polygram Filmed Entertainment et Propaganda Films
- Pays de production : États-Unis
- Langue originale : anglais
- Format : couleurs - 1,85:1 - 35 mm - Dolby Digital
- Genre : action, science-fiction, dystopie
- Durée : 98 minutes
- Dates de sortie :
  - États-Unis : 3 mai 1996
  - France : 17 juillet 1996
- Classification :
  - France : interdit aux moins de 12 ans lors de sa sortie en salles

## Distribution
Sauf indication contraire, les informations mentionnées dans cette section peuvent être confirmées par la base de données cinématographiques IMDb,  présente dans la section « Liens externes ».
- Pamela Anderson Lee : Barbara Kopetski, alias « Barb Wire »
- Temuera Morrison (VF : Julien Kramer) : Axel Hood
- Victoria Rowell (VF : Virginie Ogouz) : Dr Corrina Devonshire, alias  « Cora D »
- Jack Noseworthy (VF : Renaud Marx) : Charlie Kopetski
- Xander Berkeley (VF : Frédéric van den Driessche) : le chef de la police Alexander Willis
- Udo Kier (VF : Bernard Bollet) : Curly
- Andre Rosey Brown (VF : Med Hondo) : Big Fatso
- Clint Howard (VF : Hubert Drac) : Schmitz
- Jennifer Banko (VF : Anne Plumet) : Spike
- Steve Railsback (VF : Philippe Dumond) : le colonel Pryzer
- Ken Forsgren (VF : Philippe Bozo) : Greaseball
- Nicholas Worth (VF : Jean-Claude Sachot) : Ruben, le client en costume SM
- Shelly Desai (VF : Richard Leblond) : Sharif
- Michael Russo (VF : Bernard Bollet) : M. Santos
- Tony Bill (VF : Pierre Dourlens) : Foster
- Marshall Manesh (VF : Richard Leblond) : le cheikh
- Teo Smoot (VF : Philippe Bozo) : le DJ
- Salvator Xuereb (VF : Daniel Lafourcade) : le jeune soldat
- Joey Sagal (VF : Hubert Drac) : Fred, le barman
- David Andriole (VF : Richard Leblond) : un sbire

## Bande originale
Outre la musique originale composée par Michel Colombier, plusieurs chansons sont utilisées dans le film :
- Welcome to Planet Boom, interprété par Tommy Lee et Pamela Anderson
- She's So Free, interprété par Johnette Napolitano
- Spill the Wine, interprété par Michael Hutchence
- Word Up, interprété par Gun
- Don't Call Me Babe, interprété par Shampoo
- Hot Child in the City, interprété par Hagfish
- Let's All Go Together, interprété par Marion
- Dancing Barefoot, interprété par Die Cheerleader
- Scum, interprété par Meat Puppets in Vapourspace
- Ça plane pour moi, interprété par Mr. Ed Jumps the Gun
- None of Your Business (Barb Wire Metal Mix), interprété par Salt-N-Pepa

## Accueil
Barb Wire est nommé à six reprises aux Razzie Awards de 1997 et Pamela Anderson y obtient le prix de la « pire nouvelle star ». Les autres nominations sont les suivantes : pire film, pire scénario, pire actrice (Pamela Anderson) et pire chanson originale (Tommy Lee, pour Welcome to Planet Boom!). Anderson est également citée pour le prix de la pire actrice aux The Stinkers Bad Movie Awards de 1996.
Ce film est considéré comme culte.

## Distinction
- MTV Movie Awards 1997 : nomination comme meilleure scène de combat pour Pamela Anderson[2]

## Analyse
Le Nostalgia Critic a mis en lumière les fortes ressemblances entre le film Casablanca de Michael Curtiz, sorti en 1942, et ce film : le personnage joué par Pamela Anderson dans Barb Wire correspondrait à celui d'Humphrey Bogart dans Casablanca.